# Alec Asher
Alec Edward Asher (né le 4 octobre 1991 à Lakeland, Floride, États-Unis) est un lanceur droitier qui a joué dans la Ligue majeure de baseball de 2015 à 2018.

## Carrière

### Phillies de Philadelphie
Alec Asher subit une opération Tommy John au coude alors qu'il n'est âgé que de 14 ans, une chirurgie qui coûte à ses parents une somme de 22 000 pour laquelle il contracte un emprunt qu'ils prendront 9 ans à rembourser. À 17 ans, il est repêché par les Giants de San Francisco, qui en font leur choix de 23e tour en juin 2010. Les Giants sont prêts à lui consentir un contrat qui lui aurait valu une prime à la signature de 80 000 dollars, mais l'offre est retirée lorsqu'un examen médical révèle la présence d'éclats d'os dans le coude droit du jeune homme. De l'école secondaire, Asher poursuit ses études dans un collège communautaire de Winter Haven, en Floride, et signe un premier contrat professionnel avec les Rangers du Texas, qui le réclament au 4e tour du repêchage amateur de 2012.
Asher débute en ligues mineures en 2012 et évolue trois ans pour des clubs affiliés aux Rangers. Le 30 juillet 2015, les Rangers l'échangent aux Phillies de Philadelphie avec le lanceur gaucher Matt Harrison, les lanceurs droitiers Jerad Eickhoff et Jake Thompson, le voltigeur Nick Williams et le receveur Jorge Alfaro, en retour des lanceurs gauchers Cole Hamels et Jake Diekman.
Asher fait ses débuts dans le baseball majeur comme lanceur partant des Phillies le 30 août 2015 face aux Padres de San Diego.

### Orioles de Baltimore
Il est échangé des Phillies aux Orioles de Baltimore le 28 mars 2017.